# Urmeniș (Bistrița-Năsăud)
Pour les articles homonymes, voir Urmeniș.
Urmeniș est une commune de Roumanie, dans le județ de Bistrița-Năsăud.
Sa population en 2002 était de 2 280 habitants.

## Démographie
Lors du recensement de 2011, 87,32 % de la population se déclarent comme roumains, 8,41 % comme roms et 2,56 % comme hongrois (0,05 % des habitants déclarent appartenir à une autre ethnie et 1,64 % ne déclarent pas d'appartenance ethnique).

## Politique
| Parti | Parti                                                 | Sièges |
| ----- | ----------------------------------------------------- | ------ |
|       | Alliance des libéraux et démocrates (ALDE)            | 6      |
|       | Parti social-démocrate (PSD)                          | 2      |
|       | Union démocrate magyare de Roumanie (UDMR)            | 1      |
|       | Union nationale pour le progrès de la Roumanie (UNPR) | 1      |
|       | Parti national libéral (PNL)                          | 1      |

## Jumelage
- Villefontaine (France)